# Torrens Island Conservation Park
Torrens Island Conservation Park är en park i Australien. Den ligger i delstaten South Australia, omkring 17 kilometer norr om delstatshuvudstaden Adelaide. Den ligger på ön Torrens Island.
Runt Torrens Island Conservation Park är det tätbefolkat, med 849 invånare per kvadratkilometer.. Närmaste större samhälle är Adelaide, omkring 17 kilometer söder om Torrens Island Conservation Park.
Runt Torrens Island Conservation Park är det i huvudsak tätbebyggt. Genomsnittlig årsnederbörd är 593 millimeter. Den regnigaste månaden är juli, med i genomsnitt 95 mm nederbörd, och den torraste är december, med 13 mm nederbörd.